# Peter Hopkirk
Pour les articles homonymes, voir Hopkirk.
Peter Hopkirk (15 décembre 1930 – 22 août 2014) est un journaliste, auteur et historien britannique, qui a écrit six livres sur l'Empire britannique, la Russie et l'Asie centrale,. Il a reçu plusieurs prix. Son milieu familial et ses expériences militaires lui ont facilité sa future carrière d'écrivain spécialisé dans les endroits dangereux, les situations difficiles, l'espionnage et les complots.

## Biographie
Né à Nottingham, Peter Hopkirk était le fils de Frank Stewart Hopkirk, aumônier de prison, et de Mary Perkins. Sa famille est originaire du Roxburghshire, comté de l’Écosse à la frontière avec l'Angleterre, doté d'une riche histoire de raids barbares et de pillards pendus pour leurs méfaits, ce qui a pu l'inspirer dans ses écrits consacrés aux confins agités de l'Empire britannique. Il a grandi à Danbury, dans l'Essex, connu pour son palais épiscopal historique, propriété de l'évêque de Rochester. Il fit ses études à la Dragon School à Oxford, où il pratiqua le rugby. Il s'entraîna au tir au National Shooting Centre de Bisley (Surrey). Dès son plus jeune âge, il se passionnait pour les récits d'espionnage du genre de Greenmantle (Le Prophète au manteau vert (en) dans sa traduction française) de John Buchan, ou Kim, de Rudyard Kipling.
Avant de rejoindre Fleet Street, Peter Hopkirk a servi comme officier subalterne dans le King's African Rifles en 1949, – dans le même bataillon que le caporal Idi Amin Dada, le futur tyran ougandais. Avant de devenir écrivain professionnel, il fut pendant deux ans reporter et présentateur à ITN, ainsi que le correspondant à New York du Sunday Express de lord Beaverbrook. Il travailla ensuite pendant près de vingt ans au Times, cinq en tant que reporter confirmé, puis comme spécialiste du Moyen-Orient et de l'Extrême-Orient. Dans les années 1950, il fut éditeur du magazine d'actualité d'Afrique de l'Ouest Drum, pendant du sud-africain Drum.
Pendant de nombreuses années, Hopkirk a beaucoup voyagé dans les régions où ses six livres se déroulent : la Russie, l'Asie centrale, le Caucase, la Chine, l'Inde, le Pakistan, l'Iran, et l'est de la Turquie.
Il fit carrière comme journaliste en travaillant dans des situations dangereuses, comme lorsqu'il fut envoyé en Algérie pour couvrir la guerre d'indépendance contre la France. La lecture des mémoires de Fitzroy Maclean Dangereusement à l'Est l'amène à s'intéresser à l'Extrême-Orient. Lors du fiasco de la baie des Cochons, en 1961, il est basé à New York, où il couvre l'événement pour le Sunday Express. Il peut se retrouver dans des situations délicates ; il est ainsi arrêté et détenu au secret par la police à Cuba, où il est accusé d'espionnage pour le compte du gouvernement américain, mais il est relâché grâce à l'intervention de ses contacts au Mexique. Au Moyen-Orient, il est victime d'un détournement d'avion de la KLM par l'OLP à Beyrouth, au plus fort du premier choc pétrolier en 1974. Hopkirk parvient à persuader le commando palestinien de se rendre, mais il est ensuite expulsé du pays.
Ses œuvres ont été traduites – officiellement – en quatorze langues, et des versions non officielles dans les langues locales peuvent apparaître dans les bazars d'Asie centrale. En 1999, il a reçu la Sir Percy Sykes Memorial Medal décernée par la Royal Society for Asian Affairs pour ses ouvrages et ses voyages. Il a effectué la plus grande partie de ses recherches dans les archives du bureau de l'Inde, à la British Library (Londres, St Pancras).
L'épouse d'Hopkirk, Kathleen Partridge, a écrit A Traveller's Companion to Central Asia, un guide de voyage pour l'Asie centrale, publié par John Murray en 1994  (ISBN 0-7195-5016-5). 
Hopkirk est décédé le 22 août 2014, à l'âge de 83 ans.

## Œuvres

### Ouvrages
- (en) Peter Hopkirk, Foreign Devils on the Silk Road : : The Search for the Lost Cities and Treasures of Chinese Central Asia, Londres, John Murray, 1980, 252 p. (ISBN 0-7195-3738-X) (sur les premières explorations européennes du désert du Taklamakan)
  - Peter Hopkirk (trad. de l'anglais par Carisse Beaune), Bouddhas et rôdeurs sur la route de la soie, Paris, Arthaud, coll. « Signes des temps », 1981, 283 p. (ISBN 2-7003-0362-8) ;
- (en) Peter Hopkirk, Trespassers on the Roof of the World : : The Race for Lhasa, Oxford, Oxford University Press, 1983, 274 p. (ISBN 0-19-285132-2)
  - Peter Hopkirk (trad. Christine Corniot), Sur le toit du monde : Hors-la-loi et aventuriers au Tibet, Arles, Philippe Picquier, 1994, 279 p. (ISBN 2-87730-204-0)
- (en) Peter Hopkirk, Setting the East Ablaze : Lenin's Dream of an Empire in Asia, Londres, John Murray, 1984, 252 p. (ISBN 0-7195-4102-6)
- (en) Peter Hopkirk, The great game : On secret service in high Asia, Londres, John Murray, 1990, 562 p. (ISBN 0-19-282799-5)
  - Peter Hopkirk (trad. Gerald de Hemptinne, préf. Olivier Weber), Le Grand Jeu : Officiers et espions en Asie Centrale, Bruxelles, Nevicata, 2011, 569 p. (ISBN 978-2-87523-023-2)
- (en) Peter Hopkirk, On secret service east of Constantinople : The plot to bring down the British Empire, Oxford, Oxford University Press, 1995, 431 p. (ISBN 0-19-285303-1) (sur les manœuvres allemandes pour soulever l'Asie centrale contre les Britanniques durant la Première Guerre mondiale)
- (en) Peter Hopkirk, Quest for Kim : In search of Kipling's Great Game, Londres, John Murray, 1996, 274 p. (ISBN 0-7195-5560-4) (un récit de voyage sur les lieux où se déroule le roman Kim de Kipling)

### Préfaces et postfaces
- (en) Alexandra David-Néel (préf. Peter Hopkirk), My journey to Lhasa, Londres, Virago, 1983, 309 p. (ISBN 0-86068-460-1)
- (en) Francis Younghusband (préf. Peter Hopkirk), The heart of a continent, Oxford, Oxford University Press, 1984 (ISBN 0-19-583840-8)
- (en) Robert B. Shaw (préf. Peter Hopkirk), Visits to High Tartary, Yarkand and Kashgar, Oxford, Oxford University Press, 1984, 486 p. (ISBN 0-19-583830-0)
- (en) Catherine Macartney (préf. Peter Hopkirk), An English lady in Chinese Turkestan, Oxford, Oxford University Press, 1985, 236 p. (ISBN 0-19-583879-3)
- (en) Albert von Le Coq (préf. Peter Hopkirk), Buried treasures of Chinese Turkestan, Oxford, Oxford University Press, 1985, 180 p. (ISBN 0-19-583878-5)
- (en) Reginald Teague-Jones (préf. Peter Hopkirk, postface Peter Hopkirk), The spy who disappeared : Diary of a secret mission to Russian Central Asia in 1918, Londres, Gollancz, 1990, 216 p. (ISBN 0-575-04785-2)
- (en) Eric Teichman (préf. Peter Hopkirk), Journey to Turkistan, Oxford, Oxford University Press, 1992, 221 p. (ISBN 0-19-582711-2)
- (en) Charles Blackmore (préf. Peter Hopkirk), The worst desert on earth : Crossing the Taklamakan, Londres, John Murray, 1995, 268 p. (ISBN 0-7195-5436-5)
- (en) Sven Hedin (préf. Peter Hopkirk, postface Peter Hopkirk), My life as an explorer, Londres, New York, Kodansha International, coll. « A Kodansha Globe book », 1996, 546 p. (ISBN 1-56836-142-4)
- (en) Frederick G. Burnaby (préf. Peter Hopkirk), A ride to Khiva : Travels and adventures in Central Asia, Oxford, Oxford University Press, 1997, 390 p. (ISBN 0-19-288050-0)
- (en) Frederick M. Bailey (préf. Peter Hopkirk), Mission to Tashkent, Oxford, Oxford University Press, 2002, 320 p. (ISBN 978-0-19-280387-0, lire en ligne)